# Монмейан (Арденны)
Монмейа́н (фр. Montmeillant) — коммуна во Франции, находится в регионе Шампань — Арденны. Департамент — Арденны. Входит в состав кантона Шомон-Порсьен. Округ коммуны — Ретель.
Код INSEE коммуны — 08307.
Коммуна расположена приблизительно в 175 км к северо-востоку от Парижа, в 85 км севернее Шалон-ан-Шампани, в 29 км к западу от Шарлевиль-Мезьера.

## Население
Население коммуны на 2008 год составляло 98 человек.
| 1962 | 1968 | 1975 | 1982 | 1990 | 1999 | 2008 |
| ---- | ---- | ---- | ---- | ---- | ---- | ---- |
| 117  | 122  | 105  | 82   | 87   | 84   | 98   |

## Экономика
В 2007 году среди 62 человек в трудоспособном возрасте (15—64 лет) 39 были экономически активными, 23 — неактивными (показатель активности — 62,9 %, в 1999 году было 67,3 %). Из 39 активных работали 34 человека (17 мужчин и 17 женщин), безработных было 5 (4 мужчины и 1 женщина). Среди 23 неактивных 3 человека были учениками или студентами, 14 — пенсионерами, 6 были неактивными по другим причинам.

## Фотогалерея

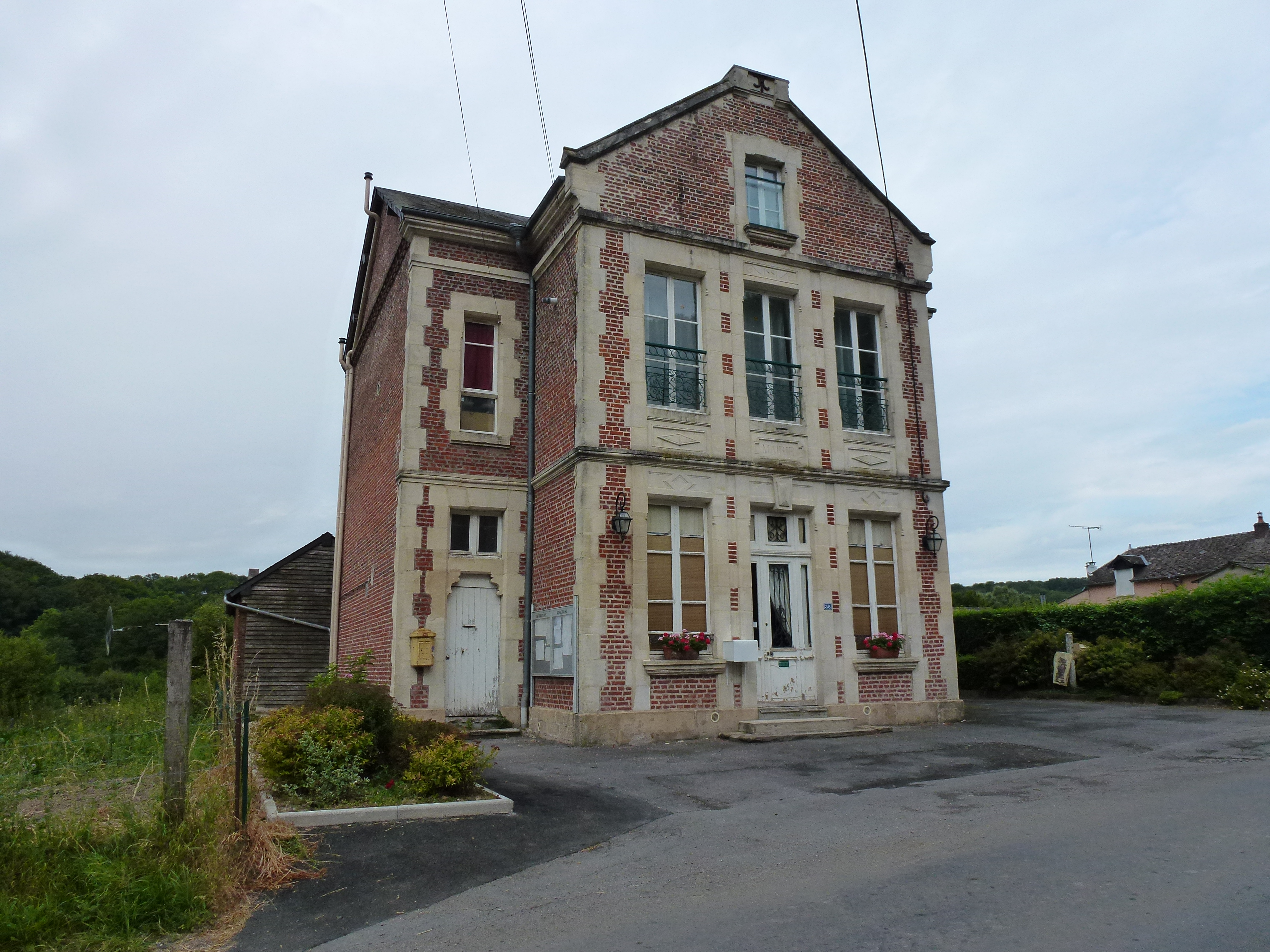
Мэрия
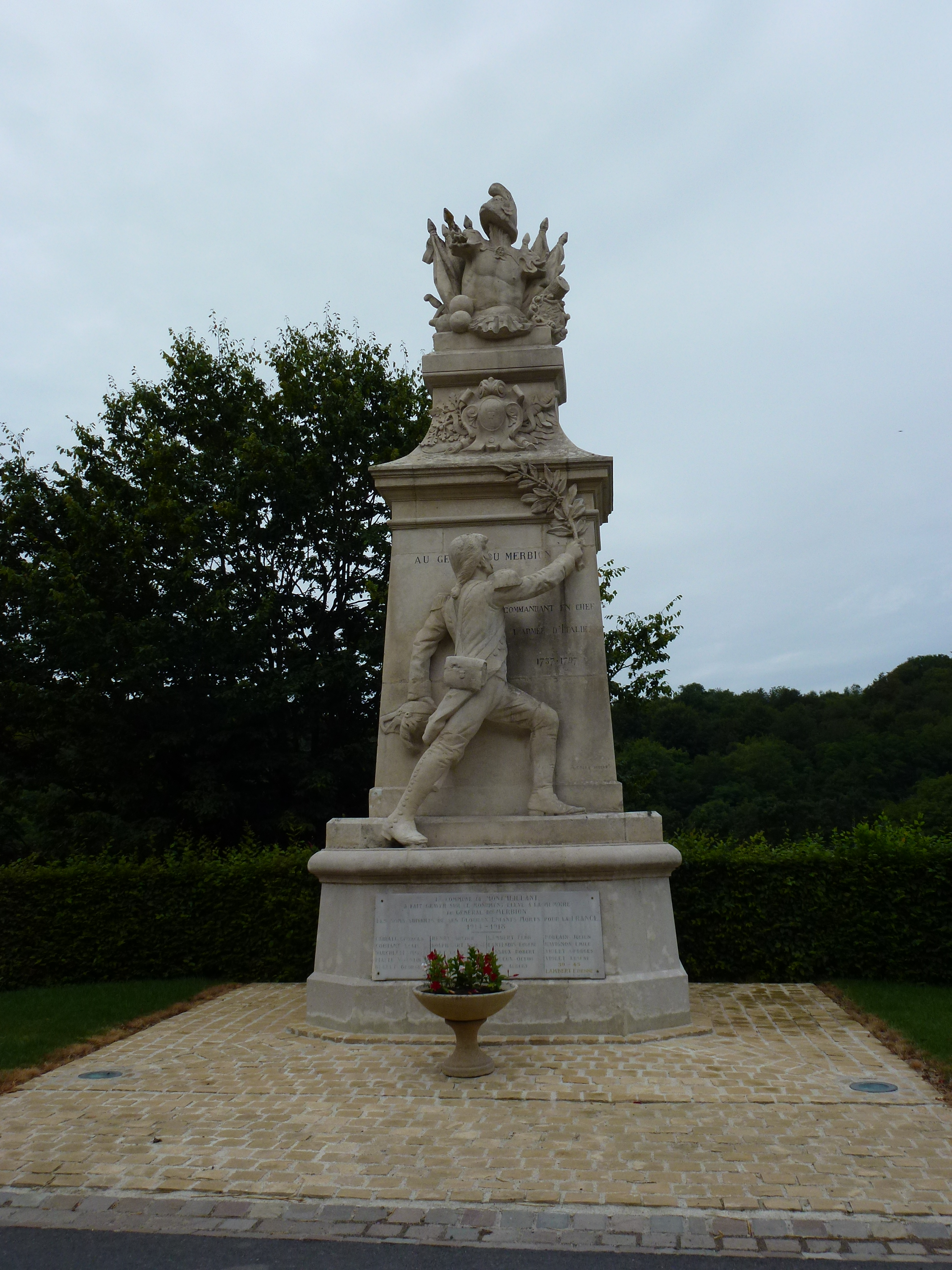
Памятник погибшим в Первой мировой войне
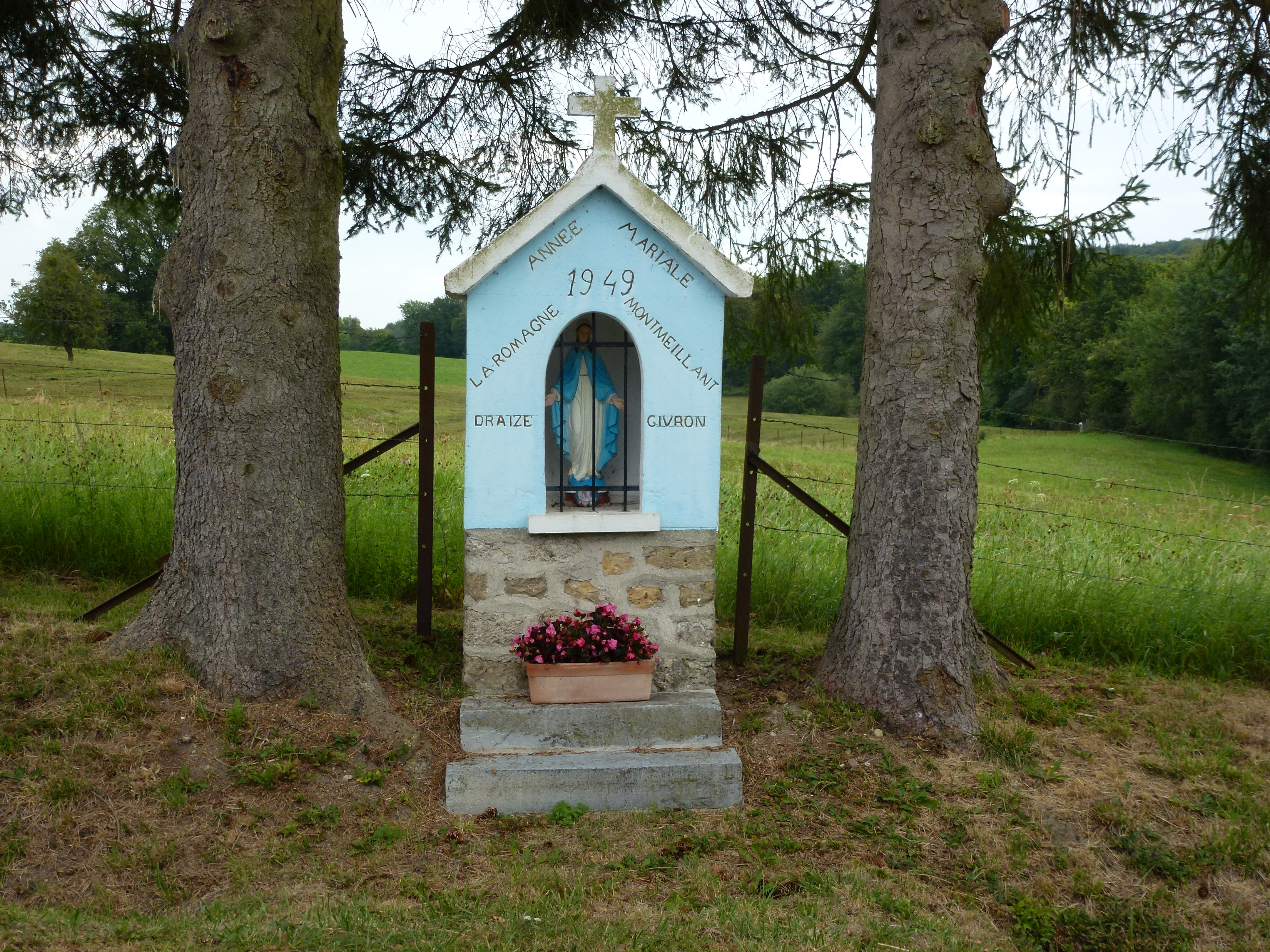
Часовня-ораторий
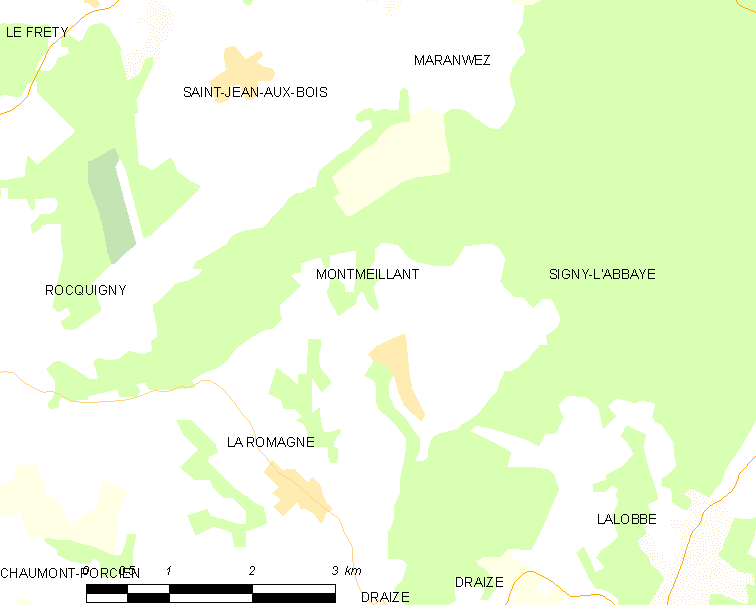
Карта коммуны